# Bure-les-Templiers
Bure-les-Templiers är en kommun i departementet Côte-d'Or i regionen Bourgogne-Franche-Comté i östra Frankrike. Kommunen ligger i kantonen Recey-sur-Ource som tillhör arrondissementet Montbard. År 2022 hade Bure-les-Templiers 135 invånare.

## Befolkningsutveckling
Antalet invånare i kommunen Bure-les-Templiers
Referens:INSEE